# Episodi di Mr. Osomatsu
Questa è la lista degli episodi dell'anime Mr. Osomatsu.
L'anime, prodotto dallo studio d'animazione Pierrot, è stato trasmesso in Giappone dal 5 ottobre 2015 al 28 marzo 2016 su TV Tokyo, TVO, TVA, AT-X e BS-Japan per un totale di venticinque episodi. I diritti internazionali sono stati acquistati da Crunchyroll che ha trasmesso la serie in simulcast in versione sottotitolata in varie lingue, tra cui quella italiana. Il primo episodio della serie, che comprendeva un maggior numero di parodie, è stato rimosso dai siti di streaming il 12 novembre 2015 ed è stato sostituito con un OAV nella versione home video. Inoltre, il terzo episodio, che presenta una rozza parodia di Anpanman, è stato modificato nella versione trasmessa su BS Japan e in quella home video. Un episodio speciale, prodotto in collaborazione con la Japanese Racing Association, è stato mandato in onda il 12 dicembre 2016.
Una seconda stagione è stata annunciata nell'aprile 2017, anche se era stata già menzionata scherzosamente nell'uscita Blu-ray intitolata Mr. Osomatsu JRA Special 2016 (おそ松さん おうまでこばなし?, Osomatsu-san ouma de kobanashi). La seconda stagione è stata trasmessa dal 2 ottobre 2017 al 26 marzo 2018 sempre per venticinque episodi. Come la precedente, Crunchyroll ha distribuito la serie in simulcast in versione sottotitolata, anche in italiano.
Un film cinematografico è stato annunciato nell'agosto 2018, dove fu confermato che sia lo staff che il cast principale della serie televisiva sarebbero tornati a ricoprire i medesimi ruoli. La pellicola, intitolata Osomatsu-san the Movie (えいがのおそ松さん?, Eiga Osomatsu-san), è stata proiettata nelle sale nipponiche il 15 marzo 2019.
Una nuova breve serie di sette episodi è stata annunciata nel febbraio 2019, come per il film, furono riconfermati sia i principali membri dello staff e del cast negli stessi ruoli. I cortometraggi andarono in onda dal 1º al 15 marzo 2019.
Una terza stagione è stata annunciata nel luglio 2020 ed è stata trasmessa dal 12 ottobre 2020 al 29 marzo 2021. La serie è stata distribuita in versione sottotitolata in vari Paesi del mondo, tra cui l'Italia.
Due ulteriori film sono stati annunciati nel giugno 2021. Il primo di questi è intitolato Mr. Osomatsu: Hipipo-zoku to kagayaku kajitsu (おそ松さん～ヒピポ族と輝く果実～?, Osomatsu-san ~Hipipo-zoku to kagayaku kajitsu~) ed è stato proiettato l'8 luglio 2022. La pellicola è diretta da Yoshinori Odaka mentre il resto dello staff e del cast sono tornati a ricoprire i medesimi ruoli. Il secondo, Osomatsu-san ~ Tamashī no takoyaki Party to densetsu no o tomari-kai ~ (おそ松さん~魂のたこ焼きパーティーと伝説のお泊り会~?, Osomatsu-san ~ Tamashī no takoyaki Pātī to densetsu no o tomari-kai ~) invece è uscito il 21 luglio 2023.
Nell'agosto 2023 è stata annunciata una serie anime spin-off su una linea di prodotti per cani, chiamata Matsuinu (まついぬ?), basata sulla serie. Quest'ultima è animata da Point Pictures e diretta da Tetsuya Endo, il quale si è anche occupato della sceneggiatura insieme a Hitomi Ogawa. Yūki Nagashima ha curato il character design sulla base dell'originale di FuRyu e Yukari Hashimoto è tornato a comporre la colonna sonora insieme a Ruka Kawada, Tetsuya Shitara e Yayoi Sekimukai. È stata trasmessa all'interno del programma Eeny Meeny Miney Moe di TV Tokyo dal 7 ottobre al 23 dicembre 2023. Ogni corto dura 2 minuti circa.
Una quarta stagione è stata annunciata a giugno 2024. Il secondo studio di Pierrot, responsabile della suddetta stagione, ha assunto il nome Pierrot Films, annunciato il 5 luglio 2024 - un mese dopo - e si occupa della produzione animata di questa stagione. Quest'ultima è diretta da Yoshinori Odaka e viene trasmessa dall'8 luglio 2025.

## Lista episodi

### Prima stagione
| Nº serie  | Nº        | Titolo italiano Giapponese 「Kanji」 - Rōmaji | In onda          | In onda |
| Nº serie  | Nº        | Titolo italiano Giapponese 「Kanji」 - Rōmaji | Giapponese       |         |
| 1         | 1         | Il ritorno di Osomatsu-kun! 「復活！おそ松くん」 - Fukkatsu! Osomatsu-kun | 5 ottobre 2015   |         |
| 2         | 2         | Cerchiamoci un lavoro 「就職しよう」 - Shuushoku shiyouLa malinconia di Osomatsu 「おそ松の憂鬱」 - Osomatsu no yuuutsu                                                                                     | 12 ottobre 2015  |         |
| 3         | 3         | Una cascata di racconti 「こぼれ話集」 - Koborebanashi-shū | 19 ottobre 2015  |         |
| 3.5 (OAV) | 3.5 (OAV) | Gli eroi vergini 「童貞なヒーロー」 - Dōteina Hīrō | 29 gennaio 2016  |         |
| 4         | 4         | Diventiamo indipendenti 「自立しよう」 - Jiritsu shiyouQuesta è Totoko 「トト子なのだ」 - Totoko nano da | 26 ottobre 2015  |         |
| 5         | 5         | L'incidente di Karamatsu 「カラ松事変」 - Karamatsu jihenIl gattino ESP 「エスパーニャンコ」 - Esper nyanko                                                                                                 | 2 novembre 2015  |         |
| 6         | 6         | È una festa di compleanno, Dajo 「おたんじょうび会ダジョー」 - Otanjoubikai dajouLa grande scoperta di Iyami 「イヤミの大発見」 - Iyami no daihakken                                                        | 9 novembre 2015  |         |
| 7         | 7         | Todomatsu e i cinque demoni 「トド松と5人の悪魔」 - Todomatsu to 5-nin no akuma4 「4」 - 4 koAndiamo a Nord 「北へ」 - Kita e                                                                               | 16 novembre 2015 |         |
| 8         | 8         | Il rassicurante Osomatsu 「なごみのおそ松」 - Nagomi no OsomatsuIl sogno di Totoko 「トト子の夢」 - Totoko no yume                                                                                          | 23 novembre 2015 |         |
| 9         | 9         | Chibita e l'oden 「チビ太とおでん」 - Chibita to odenJyushimatsu si innamora 「恋する十四松」 - Koi suru Juushimatsu                                                                                        | 30 novembre 2015 |         |
| 10        | 10        | L'agenzia di ragazze a noleggio di Iyami e Chibita 「イヤミチビ太のレンタル彼女」 - Iyami Chibita no rental kanojo                                                                                          | 7 dicembre 2015  |         |
| 11        | 11        | Il Natale di Osomatsu-san 「クリスマスおそ松さん」 - Kurisumasu Osomatsu-san | 14 dicembre 2015 |         |
| 12        | 12        | Speciale di fine anno 「年末スペシャルさん」 - Nenmatsu Supesharu-san | 22 dicembre 2015 |         |
| 13        | 13        | Sanematsu-san 「実松さん」 - Sanematsu-sanDonnamatsu-san 「じょし松さん」 - Donnamatsu-sanIncidente? 「事故？」 - Jiko?                                                                                     | 4 gennaio 2016   |         |
| 14        | 14        | Ci siamo ammalati 「風邪ひいた」 - Kaze hiitaIl confine di Todomatsu 「トド松のライン」 - Todomatsu no LineIl vice preside Choromatsu 「チョロ松先生」 - Choromatsu-sensei                                  | 11 gennaio 2016  |         |
| 15        | 15        | Il colloquio 「面接」 - MensetsuLa vita del fiore di Chibita 「チビ太の花のいのち」 - Chibita no hana no inochi                                                                                             | 18 gennaio 2016  |         |
| 16        | 16        | Matsuno Matsunan 「松野松楠」 - Matsuno MatsunanL'incidente di Ichimatsu 「一松事変」 - Ichimatsu jihen | 25 gennaio 2016  |         |
| 17        | 17        | Il festival di Jyushimatsu 「十四松まつり」 - Juushimatsu matsuri | 1º febbraio 2016 |         |
| 18        | 18        | Il contrattacco di Iyami 「逆襲のイヤミ」 - Gyakushuu no iyami | 8 febbraio 2016  |         |
| 19        | 19        | Hijirisawa Shounosuke-san 「時代劇おそ松さん」 - Jidaigeki Osomatsu-sanDrama storico Osomatsu-san 「時代劇おそ松さん」 - Jidaigeki Osomatsu-sanChoromatsu Rising 「チョロ松ライジング」 - Choromatsu Rising | 15 febbraio 2016 |         |
| 20        | 20        | Diccelo, Hatabou 「教えてハタ坊」 - Oshiete HatabōMatsu School 「イヤミの学校」 - Iyami no gakkouLa scuola di Iyami 「イヤミの学校」 - Iyami no gakkō                                                       | 22 febbraio 2016 |         |
| 21        | 21        | Mahjong 「麻雀」 - MahjongKamimatsu 「神松」 - Kamimatsu | 29 febbraio 2016 |         |
| 22        | 22        | Todomatsu, la stella della speranza 「希望の星、トド松」 - Kibou no hoshi, TodomatsuFinal Sheeeh 「ファイナルシェー」 - Fainaru Shē                                                                         | 7 marzo 2016     |         |
| 23        | 23        | Il cherosene 「灯油」 - TouyuuLa tribù Dayon 「ダヨーン族」 - Dayoon-zoku | 14 marzo 2016    |         |
| 24        | 24        | Il grande panico di Totoko 「トト子大あわて」 - Totoko ooawateLa lettera 「手紙」 - Tegami | 21 marzo 2016    |         |
| 25        | 25        | Osomatsu-san, così com'era 「おそまつさんでした」 - Osomatsu-san deshita | 28 marzo 2016    |         |
| Special   | Special   | Aneddoti vari sui cavalli 「おうまでこばなし」 - Ō made koba nashi | 12 dicembre 2016 |         |

### Seconda stagione
| Nº serie | Nº | Titolo italiano Giapponese 「Kanji」 - Rōmaji | In onda          | In onda |
| Nº serie | Nº | Titolo italiano Giapponese 「Kanji」 - Rōmaji | Giapponese       |         |
| 26       | 1  | Il ritorno di Osomatsu-san 「ふっかつ!おそ松さん」 - Fukkatsu! Osomatsu-san | 2 ottobre 2017   |         |
| 27       | 2  | Congratulazioni! Cerchiamo lavoro!! 「祝・就職!!」 - Shuku shūshoku!!Il super detergente 「超洗剤」 - Cho senzai | 9 ottobre 2017   |         |
| 28       | 3  | Cavermatsu-san 1 「チョロ松と一松」 - Choromatsu to IchimatsuChoromatsu e Ichimatsu 「チョロ松と一松」 - Choromatsu to IchimatsuLa sfida di Totoko 「トト子の挑戦」 - Totoko no chosen | 16 ottobre 2017  |         |
| 29       | 4  | Cavermatsu-san 2 「げんし松さん②」 - Genshimatsu-san ②Matsuzou e Matsuyo 「松造と松代」 - Matsuzō to Matsuyo | 23 ottobre 2017  |         |
| 30       | 5  | L'estate di Osomatsu-san 「夏のおそ松さん」 - Samā no Osomatsu-san | 30 ottobre 2017  |         |
| 31       | 6  | È arrivato Iyami 「イヤミがやって来た」 - Iyami ga yattekitaVoglio degli amici, jo 「ともだちがほしいじょー」 - Tomodachi ga hoshiiji yo | 6 novembre 2017  |         |
| 32       | 7  | Cavermatsu-san 「げんし松さん③」 - Genshimatsu-san ③Sangokushi-san 「三国志さん」 - Sangokushi-sanOsomatsu e Todomatsu 「おそ松とトド松」 - Osomatsu to Todomatsu | 13 novembre 2017 |         |
| 33       | 8  | Sintesi 「合成だよん」 - Gōsei dayonJyushimatsu e il delfino 「十四松とイルカ」 - Jūshimatsu to irukaTotoko e Nyaa 1 「トトコとニャー」 - Totoko to nyā | 20 novembre 2017 |         |
| 34       | 9  | La campagna inizia adesso! 「キャンペーン発動!」 - Kyanpēn hatsudō!La sala giochi Iyami 「ゲームセンターイヤミ」 - Gēmu Sentā IyamiTotoko to Nyaa 2 「トト子とにゃー②」 - Totoko to Nyaa ② | 27 novembre 2017 |         |
| 35       | 10 | Karamatsu and Brothers 「カラ松とブラザー」 - Karamatsu to BurazāLa nuova impiegata Totoko 「新入社員トト子」 - Shin'nyū Shain TotokoDoppiamatsu-san 「アフレコ松さん」 - Afurekomatsu-san | 4 dicembre 2017  |         |
| 36       | 11 | La vendetta di Chibita 「復讐のチビ太」 - Fukushū no Chibita | 11 dicembre 2017 |         |
| 37       | 12 | Totoko e Nyaa 3 「トト子とにゃー③」 - Totoko to Nyaa ③La famiglia di Eitarou 「栄太郎親子」 - Eitarō OyakoRidammeli 「返すだス」 - KaesudasuTotoko e Nyaa 4 「トト子とにゃー④」 - Totoko to Nyaa ④ | 18 dicembre 2017 |         |
| 38       | 13 | Capodanno 「年末」 - Nenmatsu | 25 dicembre 2017 |         |
| 39       | 14 | Drama settimanale Sanematsu-san 「連続テレビドラマ 実松さん 第九話」 - Renzoku Terebi dorama Sanematsu-san dai kyū-waSquadra di ricerca degli UMA 1 「UMA探検隊①」 - UMA tanken-tai ①L'incidente Choromatsu 「チョロ松事変」 - Choromatsu jihen                                                                  | 8 gennaio 2018   |         |
| 40       | 15 | Squadra di ricerca degli UMA 2 「UMA探検隊②」 - UMA tanken-tai ②Il vasetto 「びん」 - BinIl taxi di Karamatsu 「カラ松タクシー」 - Karamatsu TakushīIl quiz di Totty 「トッティクイズ」 - Totti Kuizu | 15 gennaio 2018  |         |
| 41       | 16 | Il pirata dello spazio 「宇宙海賊」 - Uchū kaizokuEpisodio Gourmet 「グルメ回」 - GurumekaiLa ragazza carina della porta accanto 「なりのかわい子ちゃん」 - Tonari no Kawaiko-chan | 22 gennaio 2018  |         |
| 42       | 17 | Squadra di ricerca degli UMA 3 「UMA探検隊③」 - UMA tanken-tai ③Punizione! 「戒め!」 - Imashime!La locanda 「旅館」 - RyokanSe Hansel e Gretel in realtà fossero intelligenti 「デリバリーコント本当は賢いヘンゼルとグレーテル」 - Deribarīkonto hontōha kashikoi Henzeru to Gurēteru                            | 29 gennaio 2018  |         |
| 43       | 18 | Iyami, da solo nel vento 「イヤミはひとり風の中」 - Iyami wa hitori kaze no naka | 5 febbraio 2018  |         |
| 44       | 19 | Il presidente Dekapan 「デカパン大統領」 - Dekapan daitōryōIl ventriloquo 「ふくわ術」 - FukuwajutsuSan Valentino 「バレンタインデー」 - Barentain DēLa favola di Biancaneve è in realtà inconcludente 「デリバリーコント 本当は話が進まない白雪姫」 - Deribarī Konto hontōwa hanashi ga susumanai Shirayukihime | 12 febbraio 2018 |         |
| 45       | 20 | Una cascata di racconti 2 「こぼれ話集2」 - Kobore banashi-shū2 | 19 febbraio 2018 |         |
| 46       | 21 | Serata all'Himatsuya 「深夜の日松屋」 - Shin'ya no HimatsuyaBANANA 「BANANA」 - BANANAIl riformatorio per NEET 「ニート矯正施設」 - Nito hosei setsubi | 26 febbraio 2018 |         |
| 47       | 22 | La vacanza all'estero 「海外旅行」 - Kaigairyokō | 5 marzo 2018     |         |
| 48       | 23 | Serata all'Himatsuya 2 「深夜の日松屋」 - Shin'ya no HimatsuyaDayon e Dayon 「ダヨーンとダヨーン」 - Dayōn to DayōnIyami-san ha un problema 「悩むイヤミさん」 - Nayamu Iyami-sanSerata all'Himatsuya 3 「深夜の日松屋③」 - Shinya no Himatsuya ③                                                                | 12 marzo 2018    |         |
| 49       | 24 | Fiori di ciliegio 「桜」 - Sakura | 19 marzo 2018    |         |
| 50       | 25 | Osomatsu-san all'inferno 「地獄のおそ松さん」 - Jigoku no Osomatsu-san | 26 marzo 2018    |         |

### Terza stagione
| Nº serie | Nº | Titolo italiano Giapponese 「Kanji」 - Rōmaji | In onda          | In onda |
| Nº serie | Nº | Titolo italiano Giapponese 「Kanji」 - Rōmaji | Giapponese       |         |
| 51       | 1  | Senza titolo 「降板」 - Kōban | 12 ottobre 2020  |         |
| 52       | 2  | La generazione degli scemi 「ぼんくらの時代（#1）」 - Bonkura no jidai (#1)Hatabou EATS 「ハタ坊 Eats」 - Hatabō EatsSilenzio di notte 「夜は静かに」 - Yoru wa shizuka niDoctor T 「ドクターT」 - Dokutā TOpuscolo pubblicitario 「三角ポップ」 - Sankaku PoppuLa sedia 「椅子」 - IsuLa consegna 「お届け物」 - O todoke-mono | 19 ottobre 2020  |         |
| 53       | 3  | La generazione degli scemi 「ぼんくらの時代（#2）」 - Bonkura no jidai（#2）La stima 「評価値」 - HyōkachiL'Angelo Magico Pazzerella Magi Icchi 「マジック天使 マジヘライッチー」 - Majikku tenshi maji hera Itchī | 26 ottobre 2020  |         |
| 54       | 4  | Il programma radiofonico di Ichimatsu 「一松ラジオ」 - Ichimatsu RajioLa formazione del duo 「コンビ結成」 - Konbi kesseiLe trappole di Matsuyo 「松代の罠」 - Matsudai no wana | 2 novembre 2020  |         |
| 55       | 5  | Beh, è così 「まぁな」 - Maa naLa via di casa 「帰り道」 - Kaerimichi | 9 novembre 2020  |         |
| 56       | 6  | L'adescatore 「客引き」 - KyakuhikiOttimizzazione 「最適化」 - SaitekikaIl massaggio 「マッサージ」 - Massāji | 16 novembre 2020 |         |
| 57       | 7  | Una cascata di racconti 3 「こぼれ話集3」 - Kobore banashi-shū 3 | 23 novembre 2020 |         |
| 58       | 8  | Verso Sud 「南へ」 - Minami eIl monte Takao 「高尾山」 - Takao-san | 30 novembre 2020 |         |
| 59       | 9  | Lo sheeeh 「シェー」 - ShēLa miniserie di Totonya 「衣装」 - IshōFacciamo le faccende domestiche 「家事をやろう」 - Kaji o yarō | 7 dicembre 2020  |         |
| 60       | 10 | Zansu 「ZANSU、人狼」 - ZANSU, jinrōIl gioco del lupo mannaro 「人狼」 - Jinrō | 14 dicembre 2020 |         |
| 61       | 11 | Fatelo 「やれよ」 - YareyoLa pizza 「ピザ」 - Piza | 28 dicembre 2020 |         |
| 62       | 12 | AI 「AI」 | 28 dicembre 2020 |         |
| 63       | 13 | Buonannomatsu-san 「あけおめ松さん」 - Akeomematsu-san | 4 gennaio 2021   |         |
| 64       | 14 | Pesca di sperlani 「ワカサギ釣り」 - Wakasagi-dzuriBattaglia mortale 「死闘」 - ShitōPhantom stream splendente 「キラキラファントムストリーム」 - Kirakira Fantomu Sutorīmu | 11 gennaio 2021  |         |
| 65       | 15 | Cosplaymatsu 「コスプレ松」 - Kosupurematsu | 18 gennaio 2021  |         |
| 66       | 16 | Nanmaider attacca 「ナンマイダー襲来」 - Nanmaidā shūrai | 25 gennaio 2021  |         |
| 67       | 17 | Il nuovo numero di Polpette di riso 「オムスビの新ネタ」 - Omusubi no shin netaImoni 「芋煮」 - Imoni | 1º febbraio 2021 |         |
| 68       | 18 | Lascia stare 「やめておけ」 - Yameteoke | 8 febbraio 2021  |         |
| 69       | 19 | Si sciolgono? 「解散の危機」 - Kaisan no kikiLa palestra di sumo 「すもう部屋」 - Sumō heyaCani 「犬」 - Inu | 15 febbraio 2021 |         |
| 70       | 20 | Compriamoli 「買おうぜ」 - KaōzeLa sala commemorativa di Choromatsu 「チョロ松記念館」 - Choromatsu kinen-kanLa pulizia delle orecchie 「耳かき」 - MimikakiCachi 「柿」 - Kaki | 22 febbraio 2021 |         |
| 71       | 21 | Andrà bene così? 「いいのかな」 - ĪnokanaIl camerino 「楽屋」 - GakuyaTotorentola 「トトデレラ」 - Totoderera | 1º marzo 2021    |         |
| 72       | 22 | Ho trovato questa 「拾った」 - HirottaAspiranti detective 「やりたい刑事」 - Yaritai keijiNascondino 「かくれんぼ」 - Kakurenbo | 8 marzo 2021     |         |
| 73       | 23 | News Matsu 「契約更改」 - Keiyaku kōkaiCompere 「買い出し」 - KaidashiAmico 「友」 - TomoDubbio sugli IF 「IF疑惑」 - IF giwaku | 15 marzo 2021    |         |
| 74       | 24 | Il ritorno del Nuovo Osomatsu 「帰ってきた新おそ松」 - Kaette kita shin OsomatsuA-1 Grand Prix 「A-１グランプリ」 - Ē-Wan Guran Puri | 22 marzo 2021    |         |
| 75       | 25 | Annoiati 「ひま」 - Hima | 29 marzo 2021    |         |

### Quarta stagione
Questa lista è suscettibile di variazioni e potrebbe essere incompleta o non aggiornata.

| Nº serie | Nº | Titolo italiano Giapponese 「Kanji」 - Rōmaji                                    | In onda        | In onda |
| Nº serie | Nº | Titolo italiano Giapponese 「Kanji」 - Rōmaji                                    | Giapponese     |         |
| 76       | 1  | Si ricomincia 「また始まるざんす」 - Mata hajimaru zansu                         | 8 luglio 2025  |         |
| 77       | 2  | Gli alieni anguria 「スイカ星人」 - Suika hoshibito                              | 15 luglio 2025 |         |
| 78       | 3  | Temporali e tagli a spazzola 「雷雨と角刈り」 - Raiu to kakugari                 | 22 luglio 2025 |         |
| 79       | 4  | Il festival 「縁日」 - En'nichi                                                  | 29 luglio 2025 |         |
| 80       | 5  | L'eremita pescatore 「つり仙人」 - Tsuri sen'nin                                 | 5 agosto 2025  |         |
| 81       | 6  | Ventagli e macchine del tempo 「扇風機とタイムマシン」 - Senpūki to Taimu Mashin | 12 agosto 2025 |         |
| 82       | 7  | È l'ora di una storia, jo 「物語だじょ」 - Monogatari daji ~yo                   | 19 agosto 2025 |         |
| 83       | 8  | Totoneve                                                                         | 26 agosto 2025 |         |